# Acefat
L'acefat és un insecticida organofosforat de persistència moderada amb activitat residual sistèmica d'uns 10-15 dies en la taxa d'ús recomanat. S'utilitza principalment per al control d'àfids, incloent les espècies resistents, a les verdures (patates, pastanagues, tomàquets d'hivernacle, i enciam) i en l'horticultura (per exemple, en Roses i plantes ornamentals.
ACEFAT es ven com una pols soluble, com concentrats emulsionables, com aerosol pressuritzat, i en els sistemes d'injecció d'arbres i formulacions granulars.

## Toxicologia
Es considera que no és fitotòxic en moltes plantes de cultiu. L'acefatt i el seu principal metabòlit, metamidofòs, són tòxics per als Heliothis, que es consideren resistents als altres insecticides organofosforats. L'accefat emet vapors tòxics de fòsfor, nitrogen i sofre quan s'escalfa fins a la descomposició. Els símptomes d'exposició al Acefat inclouen una lleugera irritació dels ulls i la pell.
Els EUA cada any utilitzen 4-5 milions de lliures d'ACEFAT. No obstant això, fins i tot en petites quantitats, ACEFAT afecta algunes aus, que es desorienten.